# 李世光
李世光（英語：Chih-Kung Lee，1959年10月9日—）是臺灣新北市人，美國康乃爾大學博士，「模態感應子與致動器」（modal sensors and actuators）的發明人，前任中華民國經濟部部長，現任國立臺灣大學應用力學研究所特聘教授、臺大工程科學及海洋工程學系特聘教授。
曾任行政院國家科學委員會工程技術發展處處長、工業技術研究院副院長、資訊工業策進會執行長、中華民國科技部第二期國家能源型計畫共同主持人兼執行長等要職。

## 現職
- 財團法人工業技術研究院，董事長，2017/10~2024/07
- 財團法人資訊工業策進會，董事長，2017/10~2024/06
- 教育部資訊及科技教育司，顧問（負責自動化製造技術），2014/11~
- 科技部產學推動諮議會，共同召集人，2014/03~
- 科技部第二期能源國家型科技計畫，共同主持人兼執行長，2014/01~
- 中央研究院應用科學中心，合聘研究員，2013/10~
- 智慧財產培訓學院，專業諮詢顧問，2007/01~

## 生平
其父李文雄，銀行家，曾任合作金庫董事長。生有三子，李世光為家中長子。
在康乃爾攻讀博士期間，李世光發明模態感應子與致動器，成功設計模態感應子／控制器（modal sensor／actuator），該發明使得太空柔性結構控制上模態溢出（modal spillover）的問題得以控制，建立自1980年以來全世界柔性結構控制領域上重要里程碑。
畢業後進入美國IBM愛曼登研究中心（Almaden Research Center）擔任研究員，從事磁碟機的相關研究，引入模態感應子進入磁碟之生產程序，成功解決過去感應子量測信號強度與磁頭磁碟互動深度非單向性（Non-monotonic）的問題。
1994年受邀返回臺灣，執教於臺灣大學應用力學研究所迄今，其研究專長及興趣主要在跨領域及系統整合之範疇。創立「臺大奈米生醫微機電研究群」（NTU Nano-BioMEMS group），成員囊括臺大、淡江、海洋等大學，集結醫學、化學、電機、工程及應力等相關領域的數十位教授及百位研究生。研究群共同產出之多項成果如雷射全像製版機（SparkleTM）、雷射都卜勒干涉儀（AVIDTM）、非等向超音波感應子、台大抗煞一號、台大病毒崩、紙喇叭駐極體材料等技術均成功技轉產業，落實產學合作與一流研究團隊服務之社會責任。其中AVIDTM於1998年為臺灣首度取得美國權威光電雜誌《光電子譜》頒發「Circle of Excellence Award」之殊榮，被視為該年度全球最先進的25個光電系統之一；而 SparkleTM 技轉廠商華錦光電因為 SparkleTM 機種技術先進，推薦進入國際全像製造商協會（IHMA）的董事會，成為全球五個董事成員中，亞洲與非洲區的代表，協助國內全像產業在國際上發聲。李世光個人擁有百項國內外專利，並發表過三百多篇學術論文。
2004年借調行政院國家科學委員會，擔任工程技術發展處處長。2007年起，擔任工業技術研究院副院長，主要負責為台灣的工程研究與下世代的產業界尋找新的典範。2010年7月至2012年9月，擔任資訊工業策進會執行長。
2016年4月15日，獲任命為蔡英文政府林全內閣的經濟部部長，於5月20日就任。9月6日，接受寶島聯播網主持人鄭弘儀專訪時曾提到自己政治立場偏向泛綠，但並未加入任何政黨。
2017年8月15日，因台灣中油操作失誤造成全台多處停電、跳電而口頭請辭獲准。10月5日，獲任命為工業技術研究院、資訊工業策進會董事長。

## 研究領域
光電與壓電系統、光電系統設計、自動化技術、製造與精密量測、微機電與奈米系統、科技管理。

## 榮譽
- 中國工程師學會會士（2020）
- 中國工程師學會最高殊榮「工程獎章」（2019）
- 行政院一等功績獎章（2017）
- CIE Distinguished Service Award, Chinese Institute of Engineers-USA（CIE-USA）／Greater New York Chapter （2015）
- 以「可撓式致動器」榮獲102年國家發明創作獎之發明獎金牌（2013）
- 「侯金堆傑出榮譽獎」基礎科學-數理類得獎人（2012）
- 第7屆力學學會學會會士 （2012）
- 以「紙喇叭指向設計技術」獲得第26屆日本東京世界創新天才大會暨發明展 (The 26th World Genius Convention) 金賞 (Golden metal prize)（2012）
- 國際半導體設備暨材料協會（英语：Semiconductor Equipment and Materials International）（SEMI） Taiwan「產業貢獻獎」（2010、2011、2012）
- 國立臺灣大學「創新研發傑出獎」（2010）
- 第11屆中華民國科技管理學會院士 （2010）
- 第1屆中華民國自動化科技學會會士 （2010）
- 中華民國光學工程學會第15屆「光學工程獎章」（2009）
- 領導工業技術研究院團隊執行經濟部創新前瞻計畫，榮獲行政院97年度「院管制施政計畫優等獎」（2009）
- 東元科技文教基金會第15屆「東元獎」（機械／材料／能源領域)（2008）
- 2007年第三世界科學院（The Academy of Developing World, TWAS]]）「工程科學獎」（2007）
- 美國機械工程師學會會士（ASME Fellow, 2006）
- 國科會93年度「傑出技術移轉貢獻獎」（2005）
- 國科會「傑出研究獎」（1999-2002, 2002-2005, 2010-2012）
- 財團法人徐有庠先生紀念基金會第1屆「有庠科技講座」（奈米科技類）（2002）
- 英國物理學會會士（IOP Fellow, FInstP, 2001）
- 中華民國光學工程學會（ROCOES）「技術貢獻獎」（1999）
- 技轉華錦公司之專利技術產品雷射點矩陣直寫儀SPARKLETM，榮獲中華民國光電工業協進會及工業局第3屆「傑出光電產品獎」（2000）
- 技轉華錦公司之專利技術產品小型超精密雷射干涉儀AVIDTM，榮獲中華民國第7屆經濟部「台灣精品獎」（1999）、光電工業協進會及工業局第2屆「傑出光電產品獎」（1999），以及美國Photonics Spectra雜誌 「Circle of Excellence Award」（1998）
- 榮獲中國工程師學會八十七年「傑出工程教授獎」（1998）
- 榮獲教育部85年度獎勵大專院校教師與業界產學合作績效卓著獎牌 （1996）
- IBM發明成就獎（1994）
- IBM傑出技術貢獻獎（1991）

## 外部連結
- 財團法人資訊工業策進會首長介紹執行長-李世光 （页面存档备份，存于）
- 東元科技獎得獎人介紹-李世光 （页面存档备份，存于）
- 工研院副座李世光 產官學研 歷練過人 （页面存档备份，存于）
- 李世光 讓SARS不敢囂張 （页面存档备份，存于）
- 工研院及資策會董座李世光 Google先生 樂在研發 （页面存档备份，存于）（經濟日報）

| 中華民國政府職務 | 中華民國政府職務                                                        | 中華民國政府職務               |
| ---------------- | ----------------------------------------------------------------------- | ------------------------------ |
| 行政院           |                                                                         |                                |
| 前任： 鄧振中    | 經濟部部長 第三十二任 （由工商部開始起算） 2016年5月20日－2017年8月15日 | 繼任： 沈榮津 （代理，後真除） |
| 學術機關職務     |                                                                         |                                |
| 工業技術研究院   |                                                                         |                                |
| 前任： 吳政忠    | 工業技術研究院董事長 第十三任 2017年10月5日－                           | 現任                           |